# Irvine island
Irvine Island è una delle isole dell'arcipelago Buccaneer; è situata al largo della costa nord dell'Australia Occidentale, nelle acque dell'oceano Indiano, circa 140 km a nord della città di Derby. Appartiene alla Local government area della Contea di Derby-West Kimberley, nella regione di Kimberley.
Assieme alle isole di Cockatoo e Koolan, fa parte del Kimberly Iron Ore Hub (KIOH). Sull'isola ci sono giacimenti di minerali ferrosi ancora da sfruttare.
Irvine Island ha una superficie di 9,67 km² e si trova 5 km a ovest di Cockatoo Island.